# Кубареве (Сумска област)
Ку́бареве (на украински: Кубареве; на руски: Кубарево) е село в Путивълска селищна община в Конотопски район на Сумска област в Украйна.
Идентификационният код на селото според въведеният през 2020 г. Кодификатор на административно-териториалните единици и територии на териториалните общини (КАТОТТГ) е: UA59020150220094298.
Според Преброяването на населението в Украйна през 2001 г., в селото живеят 84 души.
До 2020 г. органът на местното самоуправление е бил Волокитинският селски съвет (община), в чийто състав са влизали селата Кочерги, Кубареве и Щербинивка, както и село Волокитине, което е било административният център. След това местното самоуправление се изпълнява от Путивълската селищна община.
До 19 юли 2020 г. селото е влизало в състава на Путивълски район, а след като той е леквидиран, то става част от Конотопски район.

## История
Село Кубареве е основано и заселено около 1690 г. под формата на хутор и като феодално владение от полковника на Стародубския полк (административно-териториална, съдебна и военна единица) в Казашкото хетманство – благородника Михаил Андреевич Миклашевски (ок. 1640 г. – 19 март 1706 г.). През 1706 г. Михаил Миклашевски е убит край полския град Несвиж в битка срещу шведите по време на Великата северна война. Многобройните му владения са разделени между синовете му Андрей, Степан и Иван. Село Кубареве се пада на Степан Миклашевски. След него, селото се наследява от сина му Михаил Степанович Миклашевски (? – 17.08.1776 г.). По-късно, селото е владение на Андрей Михайлович Миклашевски (7 юли 1801 г. – 1895 г.).
Икономическата дейност на благородническия украински род Скоропадски, сред които Иван Скоропадски и Павло Скоропадски, също е свързана със селото. Родът Скоропадски притежавал няколко имения в Черниговска и Полтавска губерния. Имението на Скоропадски, разположено в землището на село Кубарове, било малко и не генерирало почти никакви приходи, освен от продажбата на дървен материал. За да се увеличат приходите, през 1901 г. там е построена дестилерия. Строежът на дестилерията е ръководен от Мария Андриевна Скоропадска (дъщеря на Андрей Михайлович Миклошевски и майка на бъдещия хетман на Украйна Павло Скоропадски).

## География
Село Кубареве се намира на десния бряг на река Есман, надолу по течението ѝ на 1 km южно по права линия се намира село Кочерги, а на отсрещния бряг, на 1 km източно е село Мацкове (Шостински район). Село Волокитине се намира на 5 km югозападно по права линия, село Воргол на 12 km югозападно, а село Зазирки на 12 km западно по права линия. Административният център на общината – град Путивъл – се намира на 15 km южно по права линия. На 21 km североизточно се намира град Глухов.

## Население
Според Преброяването на населението на Украинската ССР от 1989 г. населението на селото са 107 души, от които 36 мъже и 71 жени.
Според Преброяването на населението на Украйна от 2001 г. в селото са живели 84 души.

### Eзик
Разпределение на населението по роден език според  Преброяването на населението на Украйна от 2001 г. e:
| Език      | Дял     |
| --------- | ------- |
| украински | 86,90 % |
| руски     | 13,10 % |